# Фуке, Жорж
Жорж Фуке (фр. Georges Fouquet; 21 июля 1862, Париж — 8 декабря 1957, Париж) — французский ювелир стиля ар-нуво. Представитель большой семьи потомственных художников-ювелиров.

## Биография
Жорж Фуке родился в семье художников-ювелиров. Его отец Альфонс Фуке до него проектировал изделия в стиле неоклассицизма, а его сын Жан Фуке работал в стиле ар-деко. Жорж присоединился к семейному делу в Париже в 1891 году. В 1895 году он взял на себя управление компанией. В 1900 году открыл новый ювелирный магазин на улице Руаяль, 6. Фасад и интерьер магазина проектировал известный художник стиля ар-нуво Альфонс Муха. Интерьер магазина позднее был демонтирован, но его элементы сохранились и в 1989 году были воссозданы в Музее Карнавале в Париже.
В 1900 году изделия Фуке были представлены на Всемирной выставке в Париже. В экспозиции было наглядно продемонстрировано сотрудничество Фуке с Альфонсом Мухой. Художники представили «весьма театральную линию ювелирных изделий», характеризуемую необычным использованием и сложным сочетанием различных материалов: эмали, слоновая кость, перламутр и драгоценные камни. Эта коллекция стала «знаковым представлением стиля ар-нуво».
На Всемирной выставке в Льеже в 1905 году Жорж Фуке получил главный приз, что принесло ему звание командора Ордена Почётного легиона.
Ж. Фуке и А. Муха совместно создавали украшения для знаменитой французской актрисы Сары Бернар. В частности, в 1899 году они создали золотой браслет с эмалью в форме змеи.
Жорж Фуке — художник-фантазёр, и, хотя его творения сравнивают с произведениями Рене Лалика, они, в отличие от Лалика, подобно изделиям Анри Вевера, характерны сочетанием флоральных (растительных), органических и геометрических форм.
Произведения Жоржа Фуке хранятся в Метрополитен-музее в Нью-Йорке, в Музее Виктории и Альберта в Лондоне, в Пти-Пале в Париже. В 1984 году в Музее декоративного искусства в Париже была организована выставка трёх поколений семьи ювелиров Фуке, затем выставка была представлена в музее Ритберг в Цюрихе.
Сын художника Жан Фуке (? — 1984), член Союза современных художников (l’Union des Artistes modernes), владел ювелирной мастерской в Париже на улице Серисоль.